# Fisión espontánea
La fisión espontánea (FE) es una forma de desintegración radiactiva característica de isótopos pesados.
Teóricamente puede producirse para todos los núcleos atómicos en los que la masa es superior a 100 uma, esto es un poco más pesados que el rutenio.
Sin embargo, en la práctica, la fisión espontánea se observa únicamente para átomos en los cuales la masa es superior a 230 uma, es decir a partir del torio. Los elementos más susceptibles de sufrir fisión espontánea son los actínidos más masivos, como el mendelevio y el lawrencio, así como los elementos transactínidos como el rutherfordio. Matemáticamente, el criterio que determina si una fisión espontánea puede producirse es el siguiente:

{\displaystyle {\hbox{Z}}^{2}/{\hbox{A}}\geq 47}

Donde Z es el número atómico y A es el número de masa (e.g. Z = 92, A = 235 para {\displaystyle _{92}^{235}U}). 
En el caso del uranio y del torio la fisión espontánea puede producirse, pero solamente para una porción muy pequeña de las desintegraciones radiactivas, y a menudo es despreciable salvo para la utilización de un esquema de desintegración para la descripción exacta de la actividad de una muestra que contiene estos elementos.
Como su nombre indica, la fisión espontánea posee exactamente el mismo proceso de desintegración que la fisión nuclear, salvo que esta se produce sin que el núcleo atómico sea alcanzado por colisión de un neutrón o ninguna otra partícula. La fisión espontánea puede producirse sin la intervención de ningún neutrón exterior debido a que el núcleo atómico alcanza su masa crítica, a partir de la cual puede engendrar una reacción en cadena. 
Los radio-isótopos en que la desintegración nuclear por fisión espontánea no es despreciable pueden ser utilizados como fuente de emisión de neutrones. El californio 252 (vida media de 2,64 años, ratio de fisión espontánea de
3,09 %) es a menudo utilizado para este uso. Los neutrones así producidos pueden entonces ser utilizados en aplicaciones como la búsqueda de explosivos en las comprobaciones de equipajes en aeropuertos, la medida de la humedad de suelos para la construcción de carreteras o en canteras de construcción, o la medición de la humedad de materiales almacenados en silo.
En tanto que las reacciones de fisión conducen solo a una disminución despreciable del número de núcleos fisionables espontáneamente, describe un proceso de Poisson: para los intervalos de tiempo muy cortos, la probabilidad de que se produzca un suceso de fisión espontánea es proporcional a la duración del intervalo.
La medición de defectos cristalinos causados por los sucesos de fisión espontánea del uranio 238 está en la base de un método de datación absoluta.

## Tasa de fisión espontánea
Tasa de fisión espontánea:
| Nucleidos (—) | Vida media (años) | Probabilidad de fisión por desintegración (%) | Neutrones para fisión | Neutrones para (g · s) |
| ------------- | ----------------- | --------------------------------------------- | --------------------- | ---------------------- |
| 235U          | 7.04 × 108        | 2.0 × 10-7 %                                  | 1.86                  | 3.00 × 10-4            |
| 238U          | 4.47 × 109        | 5.4 × 10-5 %                                  | 2.07                  | 1.36 × 10-2            |
| 239Pu         | 2.41 × 104        | 4.4 × 10-10 %                                 | 2.16                  | 2.20 × 10-2            |
| 240Pu         | 6.58 × 103        | 5.0 × 10-6 %                                  | 2.21                  | 9.20 × 102             |
| 252Cf         | 2.64              | 3.09 %                                        | 3.73                  | 2.30 × 1012            |

En la práctica, el plutonio 239 contiene siempre una cierta cantidad de plutonio 240 en razón de la absorción de neutrones dentro de los reactores durante su producción; la tasa elevada de fisión espontánea que genera el plutonio 240 lo convierten en un contaminante indeseado para el plutonio de calidad militar. Este es obtenido en reactores especiales que permiten conservar una cantidad de plutonio 240 inferior al 7 %.
En lo que concierne a bombas atómicas por inserción, la masa crítica debe ser obtenida en menos de un milisegundo, duración en la cual los sucesos de fisión deben ser pequeños. En este tipo de bombas el material de fisión únicamente utilizable es el uranio 235.